# 음력 11월 7일
음력 11월 7일은 음력 11월의 7번째 날이다.

## 사건
- 2010년 - 2010 광저우 아시안 패러 게임이 개막되었다.
- 2012년 - 대한민국 대통령 선거에서 박근혜 후보가 당선되다.
- 2014년 - 인도네시아 에어아시아 소속의 비행기 인도네시아 에어아시아 8501편 실종 사건이 발생했다.

## 문화
- 1995년 - 제2경인고속도로 석수 나들목 ~ 삼막 나들목 (1.22 km) 구간 개통.
- 2001년 - 서해안고속도로 무안 나들목 ~ 동군산 나들목 구간이 개통되었다.
- 2011년 - JTBC, 채널A, TV조선, MBN로 구성된 종합편성채널과 보도전문채널인 뉴스 Y가 개국하였다.

## 탄생
- 1476년 - 조선 제10대 국왕 연산군.
- 1595년 - 조선 제16대 국왕 인조.
- 1876년 - 대한제국의 국문학자 주시경.
- 1880년 - 대한민국의 독립운동가, 역사학자 신채호.
- 1967년 - 대한민국의 배우 김광규.
- 1973년 - 대한민국의 가수 박완규.
- 1980년 - 대한민국의 가수 유미.

## 사망
- 1866년 - 조선의 가톨릭 순교자 손선지.

## 같이 보기
- 음력 360일: 1월 2월 3월 4월 5월 6월 7월 8월 9월 10월 11월 12월
- 전날:11월 6일 다음날:11월 8일 - 전달:10월 7일 다음달:12월 7일
- 양력:11월 7일
- 음력, 윤달